# خطابية
الخطابية هي فرقة دينية منقرضة ادعت كونها إسلامية شيعية، ورد ذكرها في بعض المصادر. ينسبون إلى أبي الخطاب محمد بن أبي زينب الأسدي الأجدع ويقال في عقائدهم:

أن الأئمة أنبياء ثم آلهة ويزعمون أن الدنيا لا تفنى وأن الجنة هي التي تصيب الناس من خير ونعمة وعافية وأن النار هي التي تصيب الناس من شرّ ومشقة وبلية والخمر عندهم حلال والزنا كذلك وتركوا الصلاة وجميع الفرائض.

وفي مصادر أخرى ينسب لأبي خطاب قوله أن أبناء الحسن بن علي والحسين بن علي أبناء الله وأحباءه، وقوله أن جعفر الصادق إله، فلما بلغ ذلك جعفر لعنه وطرده. ثم يقال أنه نسب الألوهية لنفسه، وزعم أتباعه أنّ جعفراً إله غير أنّ أبا الخطاب أفضل منه وأفضل من علي.
ثم قتل أبي الخطاب على يد عيسى بن موسى في الكوفة، فانقسم بعده الخطابية إلى عدة فرق:
- خطابية معمرية: وهم أتباع رجل يسمى معمر وعبدوه كما عبدوا أبي الخطاب
- خطابية بزيغية: اتبعوا بزيع بن موسى. زعموا أن جعفر الصادق هو الله لكنه ليس بالذي يرون وأنما تشبه للناس بهذه الصورة.[3][4] وقالوا أن كل ما يحدث في قلوبهم وحي، وأنّ كل موَمن يوحى إليه، وزعموا أنّ منهم من هو خير من جبرئيل وميكائيل وأن أحدهم إذا بلغت عبادته، رفع إلى الملكوت.
- خطابية عميرية: أصحاب عمير بن بيان. وزعموا أنهم لا يموتون، وعبدوا جعفر كما عبده المعمريون، ضربوا خيمة في كناسة الكوفة ثم اجتمعوا إلى عبادة جعفر فأخذ يزيد بن عمر بن هبيرة عمير بن البيان فقتله في الكناسة وحبس بعضهم.
- خطابية المفضلية: أصحاب رجل يقال له المفضل. وادعوا ألوهية جعفر.

## رأي علماء الشيعة
أجمع علماء الشيعة الإمامية على انحراف وضلالة وكفر فرقة الخطابية، وخروجها عن الإسلام ، وكذالك أعلنوا البراءة منهم وممّن ينتهج منهجهم، ، والتي وصلت عبر الروايات الكثيرة، بل وقد لعنوهم في مصنّفاتهم وكتبهم على مرّ القرون المتعاقبة